# Siràcida
El llibre de Siràcida, o simplement Siràcida, també conegut com a llibre de l'Eclesiàstic (que cal no confondre amb l'Eclesiastès), és un text de l'Antic testament, inspirat en la Septuaginta i inclòs a les bíblies catòliques i ortodoxes. Com els altres llibres del Deuterocanònic, no es troba a les bíblies cristianes protestants ni als texts jueus.
El nom o sobrenom de «l'Eclesiàstic» fa referència al fet que aquest llibre s'usava a les primeres assemblees (en llatí, ecclesia) cristianes. D'altra banda, el nom de «Siràcida» fa referència a l'autor, Jesús de Sirac, que és l'únic autor considerat identificable dels textos de l'Antic Testament, i que hauria escrit el llibre en hebreu prop del 196 aC-175 aC. Va ser traduït al grec a Egipte cap al 132 aC.
Consta de 51 capítols, que com els altres llibres sapiencials tracten sobre temes diversos de saviesa popular. Es divideix en dues parts. La primera s'assembla al llibre dels Proverbis, i ofereix normes de conducta en forma de sentències. La segona s'assembla al Llibre de la Saviesa, i es fa un elogi dels avantpassats d'Israel que es van distingir precisament per la seva saviesa.